# Jacob Paulus Amersfoordt

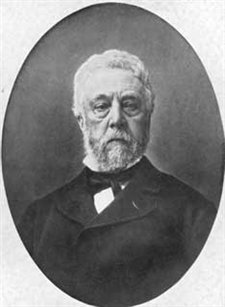
Jacob Paulus Amersfoordt

Jacob Paulus Amersfoordt (Amsterdam, 4 juli 1817 - Haarlemmermeer, 1 februari 1885) was een Nederlands jurist, landbouwer en bestuurder.
Jacob Paulus Amersfoordt werd in 1817 geboren te Amsterdam in de tijd dat zijn vader Prof. Dr. Jacob Amersfoordt hoogleraar Oostersche Talen en Semitische Letterkunde te Harderwijk was; zijn moeder Elisabeth Constantia Huysinga kwam uit een familie van vermogende Amsterdamse effectenmakelaars. Jacob studeerde aan de Universiteit Leiden rechten en letteren. Na zijn studies maakte hij een studiereis over het landbouwonderwijs naar diverse Europese landen. Tijdens deze reis ontmoette hij Maria Egberda Everdina Jacoba van Zijll met wie hij op 27 augustus 1846 trouwde. Het paar ging in Amsterdam wonen, waar Amersfoordt ingeschreven stond als advocaat. In 1849 ging hij wederom op reis, dit keer naar Engeland. Hier bezocht hij onder meer diverse fabrieken en boerderijen. Ook de fabriek waar de stoommachines van de gemalen Leeghwater, Cruquius en Lijnden werden gemaakt heeft hij bezocht. Nadat zijn vrouw in 1850 in het kraambed was overleden, hertrouwde hij op 26 februari 1852 met Hermina Maria Dijk.
In 1854 kocht Amersfoordt een stuk land van zo'n 200 hectare in het noorden van de net drooggevallen Haarlemmermeer, vlakbij Sloten. Hier vestigde hij een modern landbouwbedrijf: de Badhoeve. De Badhoeve was een modelboerderij en had door het experimentele karakter en de - voor die tijd - zeer moderne machines veel invloed op de mechanisatie van de Nederlandse landbouw.
De oorspronkelijke boerderij werd in 1990/1991 na vele jaren van verval gesloopt. De herbouw aan de Toevluchtstraat 19 is geen exacte kopie van de oorspronkelijke hoeve, maar een historische villa, die zijn historische waarde niet in de laatste plaats ontleent aan het melkhuisje dat op het Badhoeve-terrein behouden gebleven is. Hiermee leeft de geschiedenis van de modelboerderij nog altijd voort in Badhoevedorp, dat is ontstaan rondom deze historische plek.
In 1856 werd Amersfoordt gekozen tot hoofdingeland van Rijnland; in 1861 werd hij heemraad van Haarlemmermeer. Van 1863 tot 1869 was hij de tweede burgemeester van de gemeente Haarlemmermeer.
Amersfoordt overleed in 1885 en werd begraven in Sloten. Later werden hij en zijn vrouw herbegraven op de nieuwe algemene begraafplaats van Hoofddorp.
De oorspronkelijke hoofdstraat van Badhoevedorp is naar hem genoemd: de Burgemeester Amersfoordtlaan. Deze loopt langs het voormalige terrein van de Badhoeve. Opzij van de straat staat, tegenover de Badhoevelaan, ter herinnering een borstbeeld van Amersfoordt.  Ten westen daarvan, op 400 meter van deze plek, is een straat naar zijn tweede vrouw vernoemdː de Hermina Maria Dijklaan.

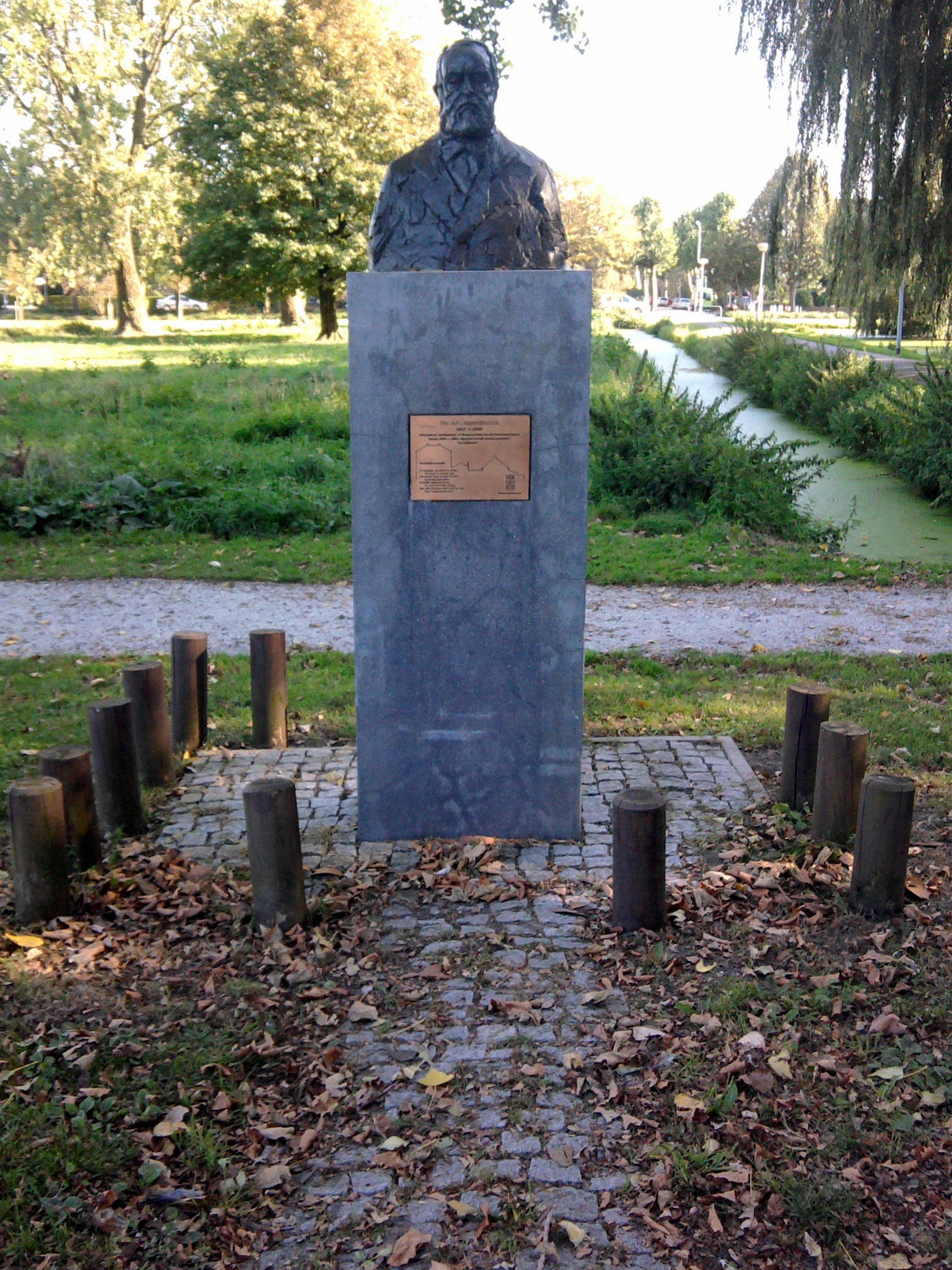
Monument in Badhoevedorp
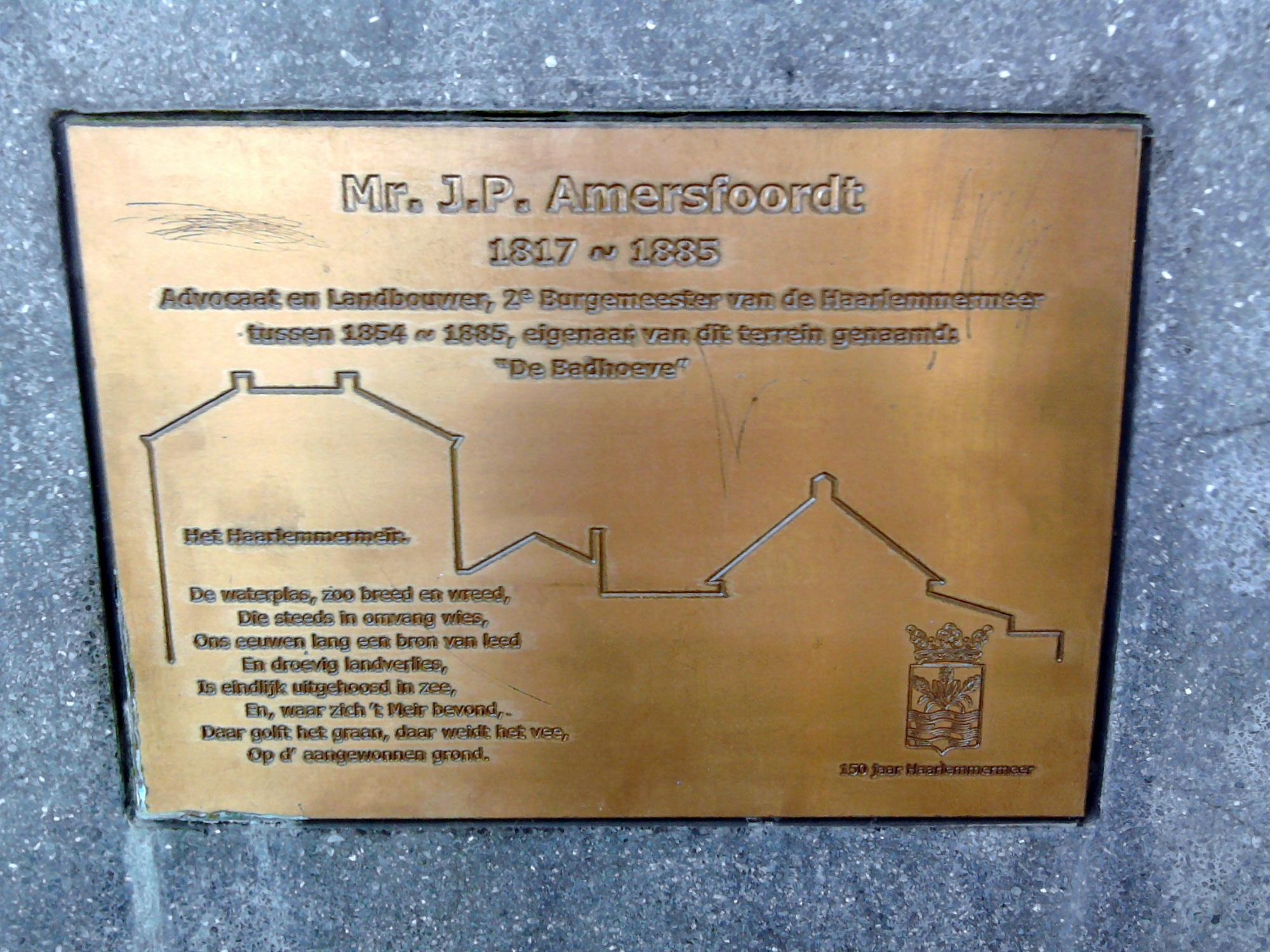
Plaquette

## Verder lezen
- Marja Visscher, beschrijft in de trilogie De Badhoeve zijn leven en dat van zijn vrouw Hermina Maria Dijk.

- Biografisch Portaal: 29070770
- Digitale Bibliotheek voor de Nederlandse Letteren: amer005
- Gemeinsame Normdatei: 105525305X
- International Standard Name Identifier: 0000 0003 7044 6385
- Nederlandse Thesaurus van Auteursnamen: 068723245
- Virtual International Authority File: 249734641
- WorldCat: E39PBJjMyXjvgvWvwvmqh6DH4q